# Rodrigo Bernal
Rodrigo Bernal (Medellín, 6 de junio de 1959) es un botánico colombiano especializado en la familia de las palmeras. Fue profesor asociado del Instituto de Ciencias Naturales de la Universidad Nacional de Colombia hasta marzo de 2007. Recibió su doctorado por la Universidad de Aarhus, Dinamarca, en 1996. Fue curador general del Herbario Nacional Colombiano (COL) (1986-1987) y editor de la revista científica Caldasia (1989-1991, 1997-1999).[cita requerida]

## Trayectoria
Bernal ha publicado cinco libros y 105 artículos científicos y capítulos de libros, la mayoría de ellos sobre la clasificación, ecología, usos y conservación de especies de palmeras. Ha descubierto un género (Sabinaria) y 25 especies de palmeras de los géneros Aiphanes, Astrocaryum, Bactris, Chamaedorea , Geonoma, Oenocarpus, Sabinaria, Socratea y Wettinia y es coautor de una guía de campo de las palmas de Colombia. También ha descrito especies nuevas en las familias Cyclanthaceae, Sapindaceae y Caprifoliaceae.[cita requerida]
Es coautor de la obra en línea Nombres comunes de las plantas de Colombia, que reúne más de 18.000 nombres comunes que se usan en español para designar las plantas de Colombia, dando para cada nombre información sobre las áreas donde se usa y su correspondiente nombre científico
Desde 2007 ha participado en la consolidación de la Colección Nacional de Palmas de Colombia, que busca reunir ejemplares vivos de cada una de las palmas nativas de Colombia en el Jardín Botánico del Quindío, en Calarcá, Colombia.[cita requerida]
Es coautor de una guía de campo sobre las palmeras de América
Entre 2001 y 2015 trabajó en compilar un  Catálogo de Plantas y Líquenes de Colombia, obra que reúne 27.860 especies de plantas y líquenes que crecen en Colombia,

## Libros
- Bernal, R., R. Gradstein & M. Celis (eds.). 2016. Catálogo de plantas y líquenes de Colombia. Universidad Nacional de Colombia, Bogotá.
- Bernal, R. & G. Galeano (Eds.). 2013.  Cosechar sin destruir. Aprovechamiento sostenible de palmas colombianas. Editorial Universidad Nacional de Colombia. Instituto de Ciencias Naturales-Universidad Nacional de Colombia, Bogotá. 244 pp. ISBN 978-958-761-611-8
- gloria Galeano, rodrigo Bernal. 2010. Palmas de Colombia: guía de campo. Editor Universidad Nacional de Colombia, Facultad de Ciencias, Instituto de Ciencias Naturales, 688 pp. ISBN 9587195019
- andrew Henderson, gloria Galeano, rodrigo Bernal. [1995]. Field Guide to the Palms of the Americas. Princeton Paperbacks. Princeton University Press, 363 pp. ISBN 0691016003
- gloria Galeano, rodrigo Bernal. 1987. Palmas del Departamento de Antioquia: región occidental. Universidad Nacional de Colombia, Centro Editorial, 221 pp. ISBN 9581700056

## Honores
En 1996 Bernal recibió el Premio en Ciencias Exactas, Físicas y Naturales de la Fundación Alejandro Angel Escobar.[cita requerida]

## Eponimia
- Dichapetalum bernalii Prance, Brittonia 40(4): 441, f. 1. 1988. (Dichapetalaceae)
- Chigua bernalii Stevenson, Memoirs of the New York Botanical Garden 57: 170, f. 1I. 1990. (Zamiaceae)
- Orphanodendron bernalii Barneby & Grimes, Brittonia 42(4): 249-253, f. 1-2. 1990. (Fabaceae)
- Anthurium bernalii Croat, Aroideana 32: 45–48, 5a–d. 2009. (Araceae)
- Geonoma bernalii A.J. Hend., Phytotaxa 17: 38. 2011. (Arecaceae)
- Cyperus bernalii G.C. Tucker & F. Verloove, Phytotaxa 362 (3): 287–291. 2018. (Cyperaceae)
- La abreviatura «R.Bernal» se emplea para indicar a Rodrigo Bernal como autoridad en la descripción y clasificación científica de los vegetales.[3]
- «Rodrigo Bernal». Índice Internacional de Nombres de las Plantas (IPNI). Real Jardín Botánico de Kew, Herbario de la Universidad de Harvard y Herbario nacional Australiano (eds.).